# 戈登海茨 (紐約州)
戈登海茨（英語：Gordon Heights）是位於美國紐約州薩福克縣的普查規定居民點。

## 人口
根據2020年美國人口普查的數據，戈登海茨的面積為4.45平方千米，當中陸地面積為4.41平方千米，而水域面積為0.04平方千米。當地共有人口3981人，而人口密度為每平方千米894.61人。